# Plays Duke Ellington
Albums de World Saxophone Quartet
Live at Brooklyn Academy of Music
(1986) Dances and Ballads
(1987)
Plays Duke Ellington est le sixième album studio du groupe World Saxophone Quartet paru en 1986. Les compositions, pour la plupart de Duke Ellington sont interprétées par les musiciens d'origine du groupe, les saxophonistes Hamiet Bluiett, David Murray, Julius Hemphill et Oliver Lake.

## Enregistrement
Les titres sont enregistrés en avril 1986 au RCA Studios à New York par l'ingénieur Paul Goodman. L'album paraît en 1986 sur le label Nonesuch Records (Elektra), leur premier disque édité sur un label américain, après avoir fait paraître un sur le label allemand Moers et cinq sur le label italien Black Saint.
| Musicien        | Instrument        |  | Équipe technique |                              |
| --------------- | ----------------- |  | ---------------- | ---------------------------- |
| Oliver Lake     | saxophone alto    |  | Robert Hurwitz   | producteur                   |
| Julius Hemphill | saxophone alto    |  | Paul Goodman     | ingénieur                    |
| David Murray    | saxophone ténor   |  | Jan Staller      | photographie                 |
| Hamiet Bluiett  | saxophone baryton |  | Carin Goldberg   | direction artistique, design |

## Titres
L'album débute par deux compositions de Billy Strayhorn (dont le célèbre standard Take the "A" Train) et cinq morceaux de Duke Ellington. Le groupe tente de conquérir un nouveau public, il s'était jusque-là fait connaître avec un répertoire principalement avant-gardiste.
| N° | Titre                           | Compositeur                                            | Arrangement     | Durée |
| -- | ------------------------------- | ------------------------------------------------------ | --------------- | ----- |
| 1. | Take the "A" Train              | Billy Strayhorn                                        | Julius Hemphill | 1:33  |
| 2. | Lush Life                       | Billy Strayhorn                                        | Julius Hemphill | 6:30  |
| 3. | Prelude to a Kiss               | Duke Ellington, Irving Gordon, Irving Mills            | David Murray    | 2:43  |
| 4. | Sophisticated Lady              | Duke Ellington, Irving Mills, Mitchell Parish          | Hamiet Bluiett  | 4:41  |
| 5. | I Let a Song Go Out of My Heart | Duke Ellington, Irving Mills, Henry Nemo, John Redmond | Oliver Lake     | 6:02  |
| 6. | Come Sunday                     | Duke Ellington                                         | Hamiet Bluiett  | 7:36  |
| 7. | In a Sentimental Mood           | Duke Ellington, Manny Kurtz, Irving Mills              | Oliver Lake     | 5:16  |
| 8. | Take the "A" Train              | Billy Strayhorn                                        | Julius Hemphill | 4:55  |

## Réception
L'album reçoit à sa sortie un bon accueil. En 1986, Jon Pareles indique dans le New York Times qu'il est « un remarquable hommage -en fait une collaboration entre générations, ironique, stimulant et plein d'affection ». Il souligne en particulier l'excellent arrangement sur les morceaux In a Sentimental Mood par Oliver Lake et Sophisticated Lady d'Hamiet Bluiett.
L'auteur et critique Scott Yanow écrit sur AllMusic que cet album « était une orientation majeure pour ce groupe novateur qui interprète des versions fraîches et pour la plupart inattendues ». Il conclut en écrivant que « c'est une musique qui pousse à la réflexion qui sert de parfaite introduction à l'unique World Saxophone Quartet ».
Le critique musical Robert Christgau apprécie vraiment ce disque et écrit en particulier que « ces hommages constituent la musique la plus riche, la plus agréable jamais enregistrée par un groupe dont le talent a toujours été terni par un certain vernis théorique » et imagine qu'une section rythmique aurait ici qu'un rôle distractif.
Au contraire, l'auteur Martin T. Williams, qui conseille de découvrir le groupe avec l'album Steppin', ne considère pas cet album hommage à Ellington comme leur meilleur disque qu'il qualifie « en grande partie homophonique et atypique ».
Plays Duke Ellington est un album qui s'est très bien vendu aux États-Unis avec plus de 20 000 CD en près de 10 jours, les meilleures ventes réalisées jusque-là depuis leur premier album,. L'auteur Benjamin Looker indique que ce succès génère également quelques tensions au sein du groupe, en particulier parce que Julius Hemphill était perçu par la presse comme le principal contributeur de l'album sans mise en valeur du travail des autres musiciens, mais aussi sur des divergences d'orientation artistique.